# 擬海豬魚
擬海豬魚（学名：Pseudojuloides cerasinus），又名細尾似虹錦魚、紅鉛筆、小紅軟鑽仔、小汕冷仔，为隆頭魚科似虹錦魚屬下的一个种。棲息深度2-61公尺，體長可達12.3公分，棲息在水質清澈的潟湖及臨海礁石區海域，可作為觀賞魚。